# La Viennoise-Polka
La Viennoise-Polka, op. 144, är en polkamazurka av Johann Strauss den yngre. Den framfördes första gången den 23 februari 1854 i Wien.

## Bakgrund
Polkan är av få danser vars ursprung är känd: en liten flicka från en stad nära Prag hoppade dansstegen som han hade tänkt ut framför sin skollärare och denne skapade musiken (men baserad på gamla motiv från böhmisk folkmusik). År 1840 kom dansen på mode i Prag, ett namn hade redan hittats på: polka - och det betydde antingen "polsk dans" eller "dans med halvsteg" (tjeckiska: Pulka). Dansläraren Johann Raab i Wien, vars elever inkluderade den blivande kejsaren Frans Josef I, anses ha introducerat den böhmiska polkan i Wien och i Paris 1840, där den blev känd som "Polsk dans. I båda städerna avancerade den snabbt till en modedans. I Paris anpassades dock polkan till franskt dansmode och kombinerade polkans 2/4-tempo med mazurkans 2/4-rytm och resultatet blev en elegant hybrid som fick stor genklang i Wien 1854 såsom Polka-Mazurka (eller Polka-Mazur) då den dansades där under 1850-talet. Polkan blev en så stor succé att den forna böhmiska dansen exporterades från Wien tillbaka till Prag igen! 

## Historia
Johann Strauss den yngre och hans bror Josef var båda snabba att anamma den nya dansen. När deras vän, dansläraren Frans Rabensteiner (1804-1859), anordnade en dansafton i Zum Sperl den 23 februari 1854 skrev Johann Strauss den första av sina många polka-mazurkor; La Viennoise.

## Om polkan
Speltiden är ca 3 minuter och 13 sekunder plus minus några sekunder beroende på dirigentens musikaliska tolkning.